# Albert Rosenthal (Verleger)
Albert Rosenthal (geboren 1. November 1861 in Bentschen; gestorben 21. November 1942 im Ghetto Theresienstadt) war ein deutscher Kaufmann, Ansichtskarten-Verleger und Fotograf.

## Leben

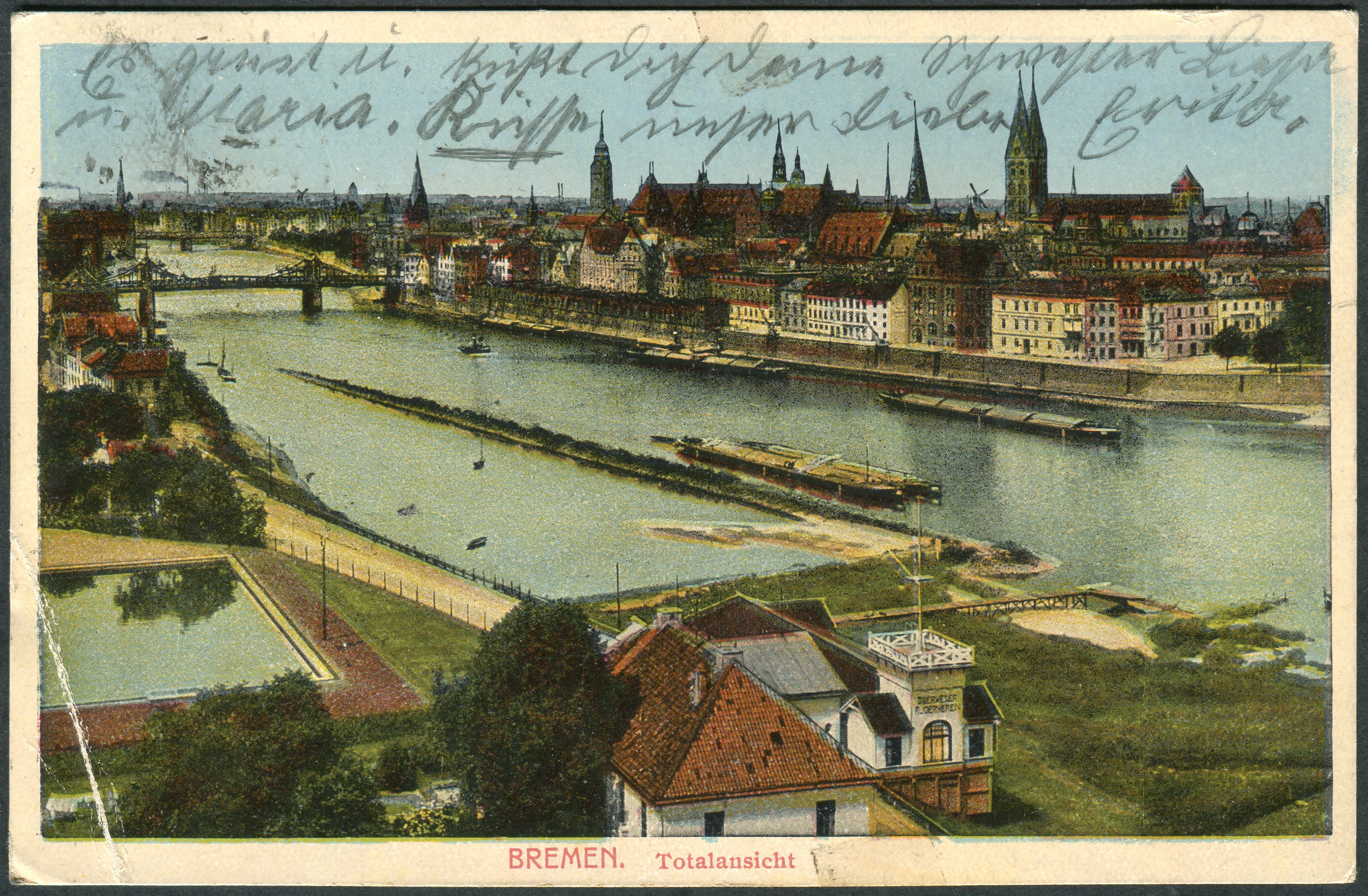
„Bremen. Totalansicht“;
Ansichtskarte Nummer 1, „Verlag Alb. Rosenthal“

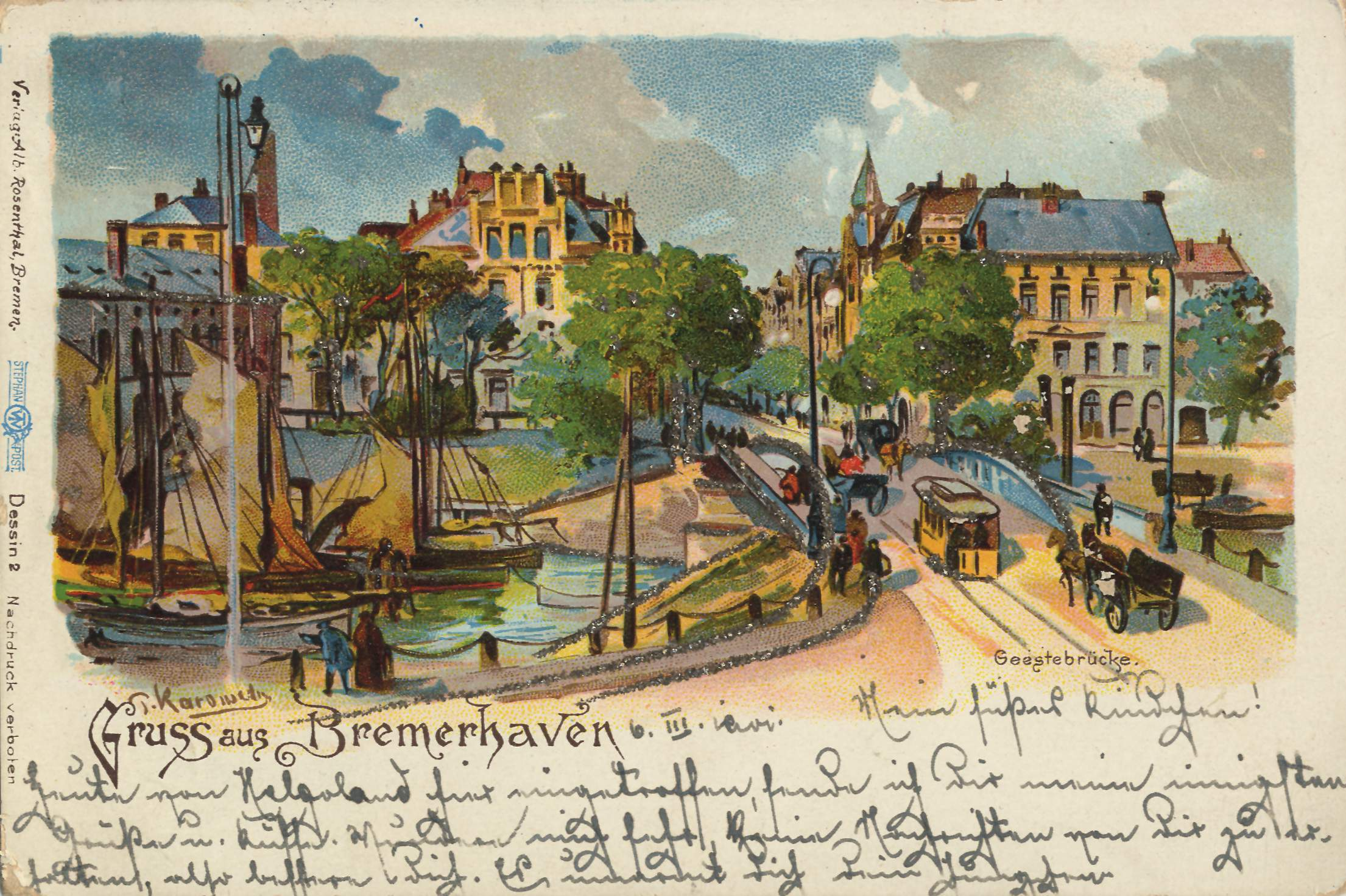
Alte Geestebrücke in Bremerhaven;
„Dessin 2“ mit Künstlersignatur und Zudruck „Stephan-Post“

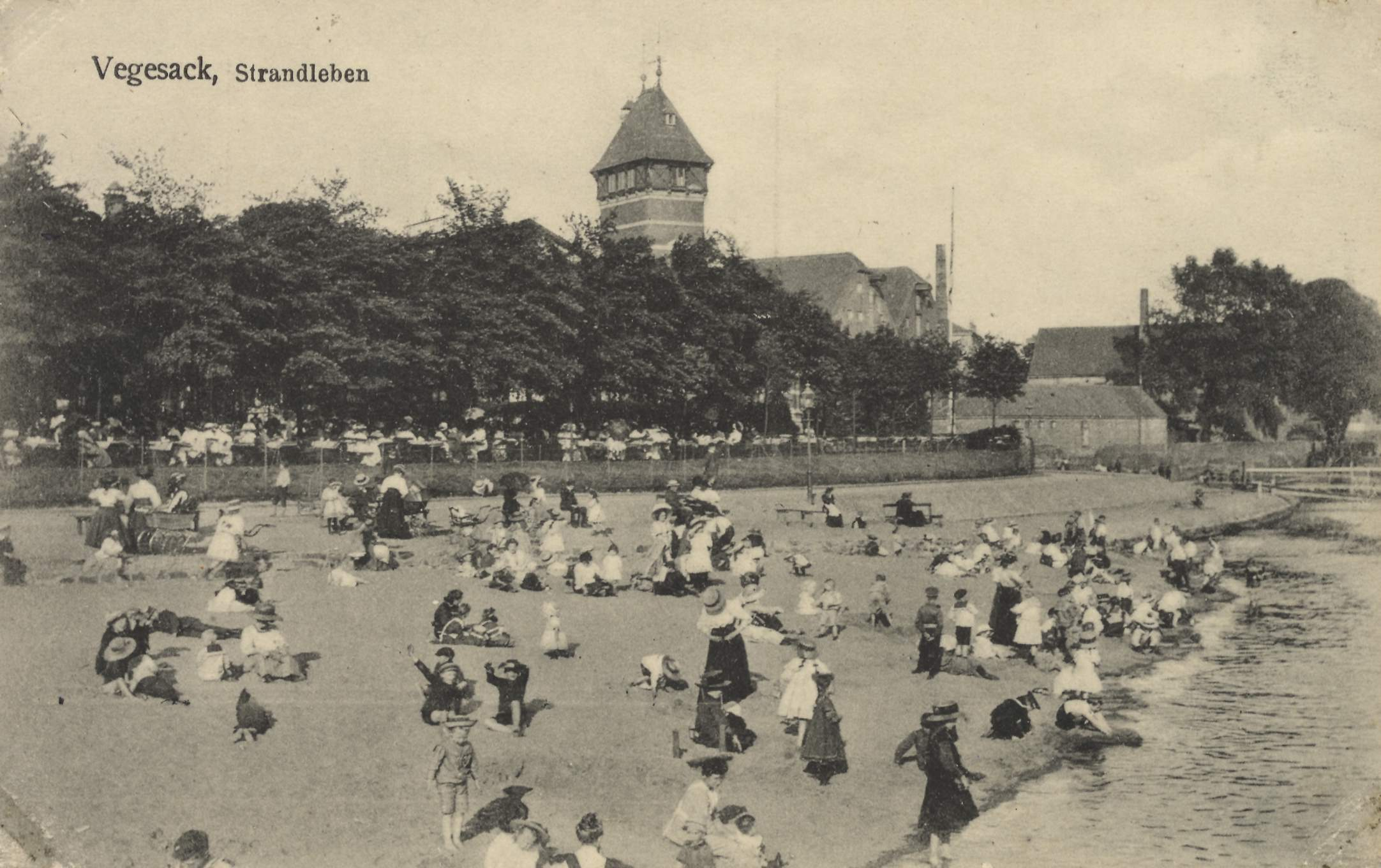
„Vegesack, Strandleben“ an der Weser mit Frauen und Kindern;
Nummer 53, Lichtdruck, im Ersten Weltkrieg 1918 als Feldpost an den „Gefreiten Otto Inrisch“ versandt

Albert Rosenthal, verheiratet mit Carolina, geborene Samuel,  eröffnete 1891 sein Unternehmen und spezialisierte sich bereits in den 1890er Jahren auf Ansichtskarten. Dabei stand er mit anderen Bremer Ansichtskartenverlegern im Wettbewerb. Um die Jahrhundertwende ergänzte Rosenthal sein Sortiment auch um andere Städtemotive. Die Schwarz-Weiß-Bilder wurden teilweise in Handarbeit nachkoloriert. Die anfangs filigran produzierten Stiche wurden jedoch bald durch fotografische Aufnahmen verdrängt.
Rosenthal verlegte neben seinen im Lichtdruck als Ansichtskarten vervielfältigen  Aufnahmen, für die er wie im Falle der Nummer 204 mit dem Motiv der Bremer Börse auch als Fotograf auftrat, auch solche wie etwa die mit dem „Dessin 2“ bezeichnete, ein mit Künstlersignatur und dem Zudruck „Stephan-Post“ sowie „gesetzlich geschützt“ versehenen Vielfarbdruck der (Alten) Geestebrücke in Bremerhaven.
Den ersten echten Boom an Postkarten erlebten auch die Rosenthals im Ersten Weltkrieg, da die Feldpost zum Großteil per Postkarte erfolgte.
Seinen „Luxuspapier-Großhandel und Ansichtskartenverlag“ betrieb Rosenthal im Haus Charlottenstraße 28 in Bremen. Dort arbeiteten seine beiden jüngeren Söhne Herbert (geboren 1895) und Hermann (geboren 1904), die das Gebäude auch als Wohnsitz zur Miete nutzten. Der Unternehmer selbst wohnte als Eigentümer mit seiner Ehefrau und seinem ältesten Sohn Arthur (geboren 1892) im Haus Osterdeich 107e.
Sowohl Albert Rosenthal als auch seine Söhne waren Förderer des Sportvereins Werder Bremen und stifteten beispielsweise Gelder für den „Sportplatz-Fonds“ des Vereins. Der älteste Sohn Arthur Rosenthal tat sich dabei besonders als Obmann des Werbe- und Presseausschusses hervor. Mit Sport-Werbe-Wochen, der Jubiläumsfeier zum 20-jährigen Vereinsbestehen, der Verteilung von Flugblättern und Kinowerbung trug er zum Mitgliederzuwachs des Vereins bei.
Nach der Machtergreifung durch die Nationalsozialisten im Jahr 1933 verschärften sich die Repressalien gegen Juden stetig und gipfelten zunächst in der Verhaftung Albert Rosenthals und seiner Söhne während der Novemberpogrome 1938. Zwar wurde alle aus später ungeklärten Gründen aus der Haft entlassen. Doch kurz darauf erzwang die Verordnung zur Ausschaltung der Juden aus dem deutschen Wirtschaftsleben zum Jahresende einen Umzug Albert Rosenthals und seinen Angehörigen zum Jahresende von seinem zuvor eigenen Wohnsitz am Osterdeich zwangsweise in das Gebäude der Familie im Haus Charlottenstraße 28, wo sie nun nur noch zusammengezwängt zur Miete wohnen konnten.
Von Rosenthals Söhnen emigrierte Hermann noch 1939 unter Mithilfe des Abwehr-Mitarbeiters Walter Frischmuth in die USA, Herbert im Folgejahr 1940 nach Ecuador. Lediglich Arthur blieb bei seinen Eltern. Er wurde jedoch am 18. November 1941 während der Bremer Judendeportation in das Ghetto Minsk verbracht und fand dort den Tod. Das Ehepaar Rosenthal blieb nun ohne Kinder zunächst in Bremen zurück. Beide wurden jedoch am 23. Juli 1942 in das Ghetto Theresienstadt deportiert. Dort erlag Albert Rosenthal nur wenige Monate später den Entbehrungen. Carolina Rosenthal erlebte die Befreiung des Ghettos, von wo aus sie nach Bremen zurückkehren konnte.
Unterdessen war das Rosenthalsche Unternehmen von zwei Mitarbeitern der Firma fortgeführt worden. Nach der Rückübereignung der Firma auf die überlebenden Mitglieder der Familie Rosenthal im Jahre 1950 wurde das Unternehmen fünf Jahre später an den Oranienburger Kaufmann Herbert von Bültzingslöwen verkauft.
Carolina Rosenthal starb in Bremen am 2. November 1956. Das ehemals Rosenthalsche Familienunternehmen aber wurde ab 1974 als Verlag Papeterie fortgeführt. Es existiert nach weiteren Inhaberwechseln heute unter dem Namen Avancarte in Bremen.
Für Albert und Arthur Rosenthal sind am früheren Wohnhaus am Osterdeich 107e Stolpersteine verlegt worden.

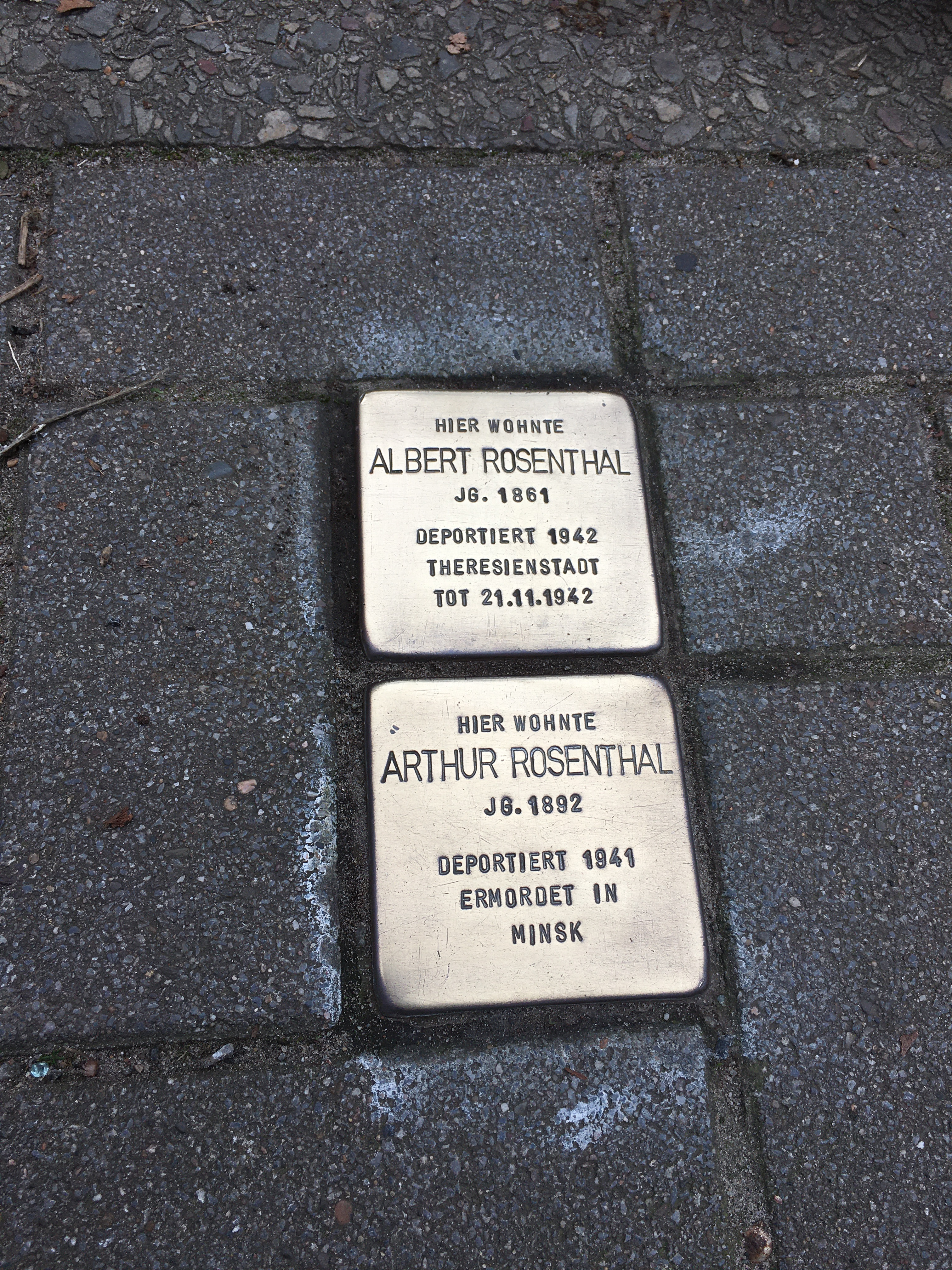
Stolpersteine Albert und Arthur Rosenthal